# Kraftwerk Forach
Das Kraftwerk Forach ist ein in Dornbirn, Vorarlberg, Österreich, in der Ortsteil Forach, im Stadtteil Rohrbach befindliches Kleinwasserkraftwerk und eines der Elektrizitätswerke am Müllerbach.
Das Kraftwerk Forach ist am Müllerbach die unterste Stufe von ehemals rund einem Dutzend Kraftwerksanlagen und aktuell auch eines der letzten der Aktivierten.

## Geschichte
Das Wohn- und Betriebsgebäude, in welchem das Kraftwerk Forach installiert ist, wurde vermutlich im Jahr 1900 durch die Firma J.G. Ulmer aus Dornbirn errichtet. Auf dem Generator findet sich neben dem Herstellernamen „Siemens & Halske Berlin“ die Angabe: „Erbaut 1901“. Die erste wasserrechtliche Bewilligung hätte nach 90-jähriger Dauer im Jahr 1993 geendet, jedoch wurde 1926 auch diesem Kraftwerk, wie den anderen am Müllerbach, eine unbefristete Nutzungsbewilligung erteilt. Etwa um 1934 wurde das Kraftwerk vom nahegelegenen Textilunternehmen F.M. Rhomberg übernommen (die Fa. J. G. Ulmer, welcher das Kraftwerk zuvor gehörte, musste wegen der Wirtschaftskrise verkaufen). Im Nebenraum zum Krafthaus, heute ein Atelier, befand sich stationär ein Lokomobil, mit welchem über eine Transmission der Generator des heutigen Schaukraftwerkes angetrieben werden konnte, wenn der Müllerbach zu wenig Wasserführung hatte. Das Lokomobil ist nicht erhalten, die Transmission und Riemen wurden anlässlich der Renovierung ab dem Jahr 2005 abgebaut.
Nach der Betriebsaufgabe der Fa. F.M. Rhomberg (Konkurs 1993) wurde das Kraftwerk vorläufig stillgelegt. Im Jahr 1995 wurde es von der Stadt Dornbirn gekauft und 1997 bis zum 19. Oktober 2004 betrieben. Aus wirtschaftlichen Gründen wurde es dann abgeschaltet und in einem neu errichteten Anbau ein neues Kraftwerk errichtet, das heutige Kraftwerk Forach.
Das bisherige Kraftwerk Forach wurde vom Vorarlberger Technischen Verein ab 2005 renoviert und wird nun als Schaukraftwerk Forach präsentiert.
Das gesamte Objekt wurde am 24. Oktober 2011 unter Denkmalschutz gestellt.

## Krafthaus

### Krafthaus neu
Das Krafthaus, in welchem sich die Turbine, der Generator und die Steuerung des Kraftwerks Forach befinden, ist in einem kombinierten Wohn-/Betriebsgebäude unterflur angeordnet.
Die Instandhaltung des Kleinkraftwerks Forach obliegt dem Wasserwerk der Stadt Dornbirn.

#### Elektrotechnische Daten
Der Generator ist eine dreiphasige Asynchronmaschine von Schorch mit einer Leistung von maximal 90 kW bei 400 V (158 A) bei 1050/min.

#### Hydraulische Daten
Das Wasser für das Kraftwerk Forach wird aus dem Müllerbach entnommen, der jahreszeitlich und im Hinblick auf die Restwassermenge in der Dornbirner Ach eine unterschiedliche Wasserführung aufweisen kann. Der Müllerbach führt im Bereich des Kraftwerks Forach nutzbar maximal 1850 Liter/Sekunde.
Dieses Wasser wird von einer Durchströmturbine der Wasserkraft Volk AG (Gutach) genutzt, welche eine maximale Durchströmung von 2000 Liter/Sekunde erlaubt. Die Durchströmturbine ist dreigeteilt und wird vollautomatisch an eine geringere Wasserführung angepasst, indem eine, zwei oder drei Kammern durchströmt werden (eine Kammer entspricht etwa 18 kW, 2 Kammern etwa 30 bis 50 kW, drei Kammern Volllast und etwa 96 kW abgegebene Leistung). Maximale Umdrehung 162/min bei einer Rohfallhöhe von etwa 4,28 Metern.

#### Getriebe
Um die langsamlaufende Durchströmturbine auf die Nenndrehzahl des Asynchrongenerators zu bringen, ist ein Getriebe von A. Friedr. Flender (Pening) zwischengeschaltet und die Drehzahl wird von maximal 162/min auf 1050/min (Generator) gebracht.

## Schaukraftwerk Forach

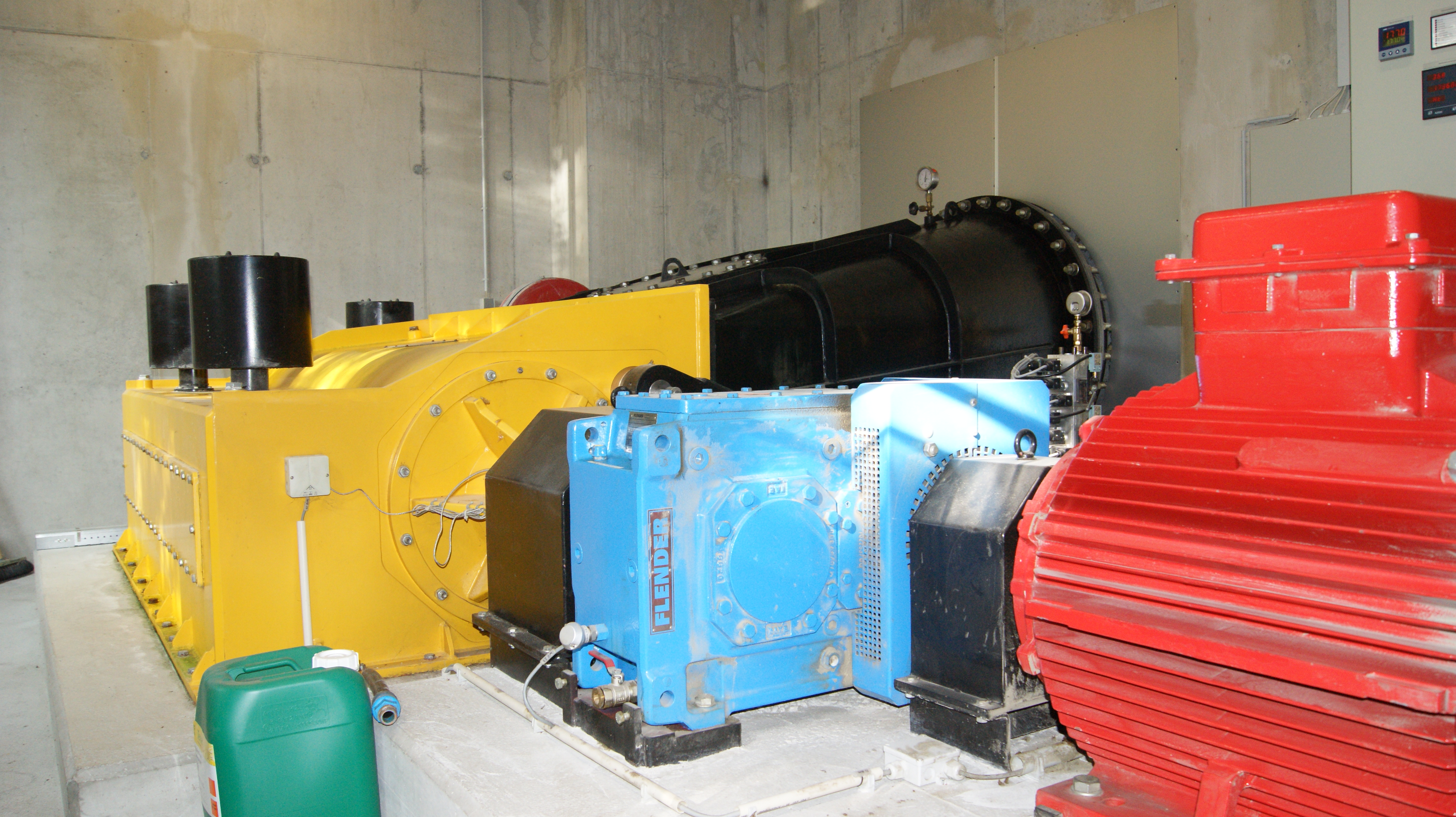
Neue Maschinengruppe (schwarz = Wassereinlauf, gelb = Turbine, blau = Getriebe, rot = Generator)

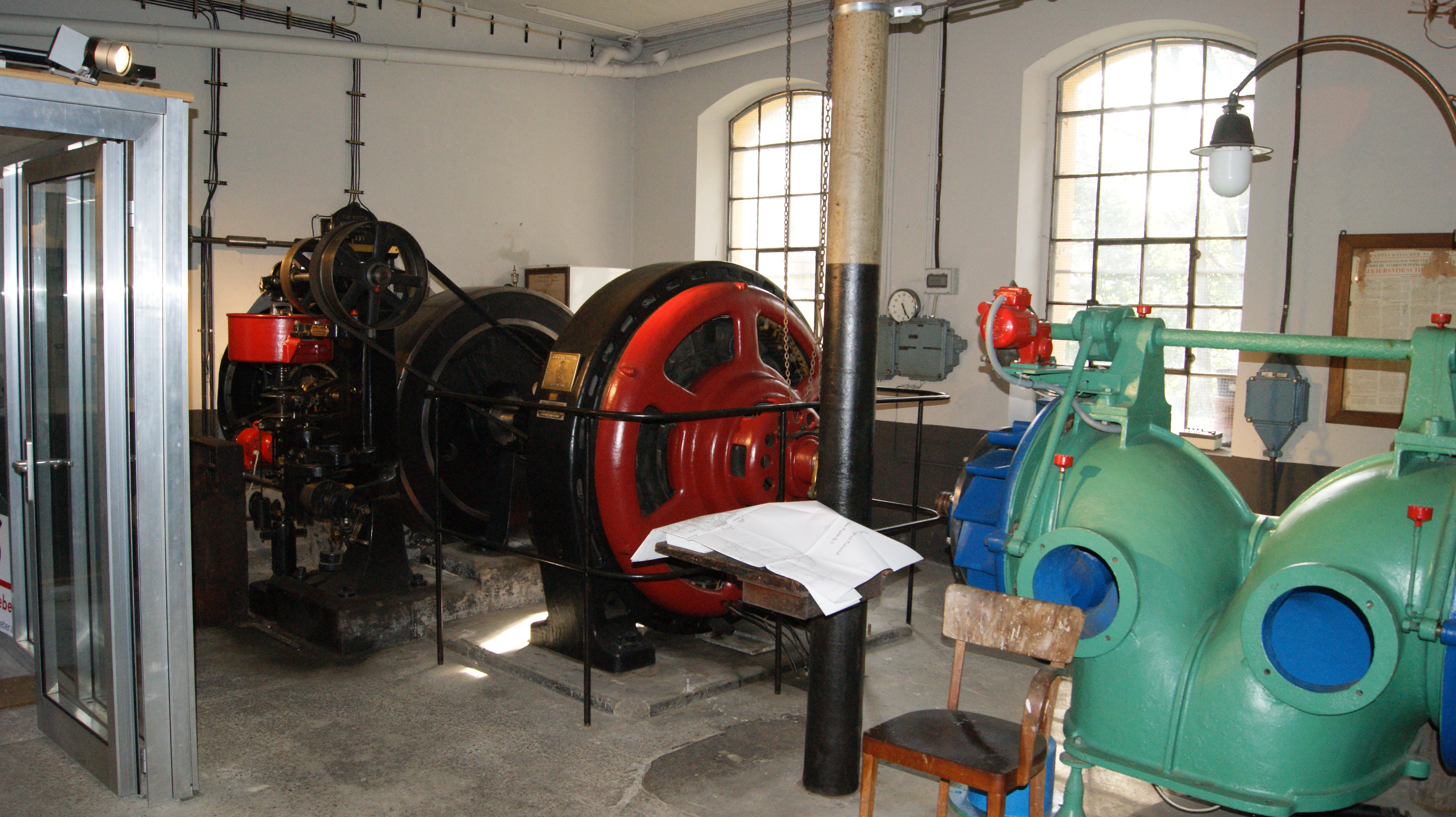
Schaukraftwerk Forach, Maschinengruppe

Im selben Gebäude befindet sich auch das alte Krafthaus, das nunmehrige „Schaukraftwerk Forach“, welches am 15. September 2012 eröffnet wurde. Das historische Kraftwerk wurde vom Vorarlberger Technischer Verein (VTV) restauriert und die Ausstellung gestaltet. Das Schaukraftwerk soll einen Blick in die Industriegeschichte der Stadt Dornbirn ermöglichen und sicherstellen.
Das Schaukraftwerk ist täglich von 8:00 bis 21:00 Uhr geöffnet.

### Technische Daten Schaukraftwerk
- geregelte horizontalachsige Zwillingsturbine (Francis-Turbine, Demonstrationsbetrieb)
- Wasserdurchfluss (Turbine) max. 1,8 m3/s,
- Netto-Nutzfallhöhe 6,10 m,
- Generator von Siemens Halske (Demonstrationsbetrieb)
  - Leistung: 4,1937 kVA
  - Spannung: 3100 Volt
  - Strom: 18,5 A
  - Drehzahl etwa 300/min,
  - Regelarbeitsvermögen: 455 MWh.

Der ursprüngliche Generator der Fa. Siemens & Halske (Berlin) hatte eine Betriebsspannung von 3100 Volt und eine maximale Leistung von 100 kW bei 300/min. Nach dem Umbau in den 1930er Jahren auf 380 V Betriebsspannung hatte der Generator noch eine Leistung von etwa 60 bis 89 kVA.

### Vorarlberger Technischer Verein
Das Schaukraftwerk wird ehrenamtlich durch den Vorarlberger Technischen Verein, Arbeitsgruppe Dampf- und Antriebsmaschinen, Adolf Gstöhl und Walter Bröll, betreut. Der Vorarlberger Technische Verein wurde 1908 gegründet.
Aufgabe des Vereines ist unter anderem die Gestaltung der Ausstellung, Instandhaltung von Exponate und Museumsführungen. Es wird auch die Dokumentation und die Erforschung der Industriegeschichte Vorarlbergs und das Sammeln von weiteren Gegenständen rund um die Vorarlberger Industrietechnik betrieben. Der Tätigkeitsbereich ist vorrangig auf Vorarlberg konzentriert. Obmann des Vereins ist Frank Böhler.